# Bornhöved
Bornhöved ist eine Gemeinde im Kreis Segeberg in Schleswig-Holstein.

## Geografie

### Geografische Lage
Bornhöved liegt im Gebiet der naturräumlichen Haupteinheit Holsteiner Vorgeest etwa 20 km östlich von Neumünster am Bornhöveder- und Schmalensee.

### Nachbargemeinden
Unmittelbar angrenzende Gemeindegebiete zu Bornhöved sind:
|                       | Ruhwinkel, Belau                            |                     |
| Gönnebek, Trappenkamp | Kompassrose, die auf Nachbargemeinden zeigt | Schmalensee, Tarbek |
|                       | Daldorf                                     |                     |

## Geschichte

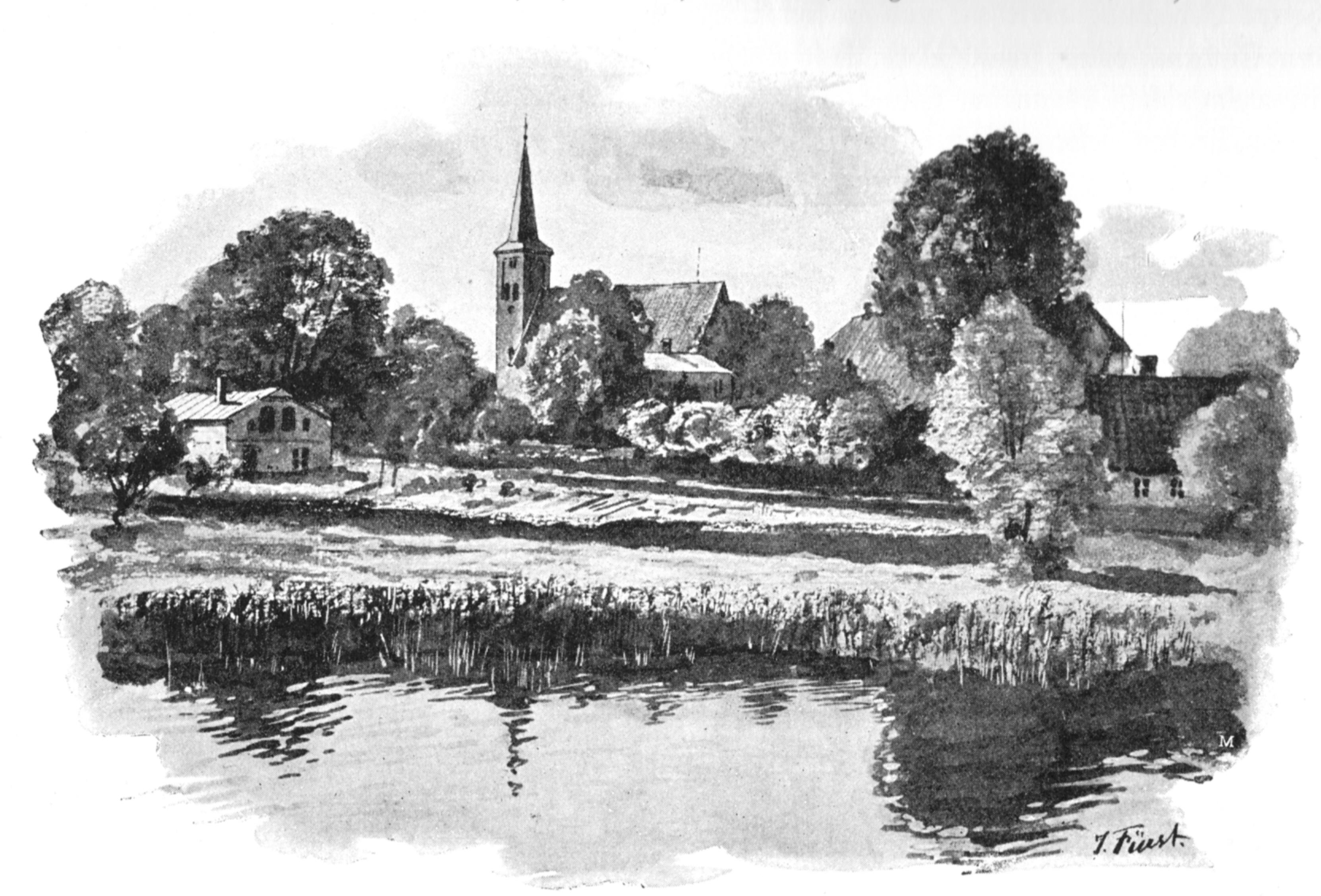
Bornhöved um 1895

In der Nähe befinden sich hunderte Grabhügel aus der Bronzezeit, wie das Gräberfeld Mang de Bargen oder die Grabhügel Bornhöved.
Der Ort wurde wahrscheinlich von Bischof Vicelin als Kirchdorf gegründet. Die Vicelinkirche St. Jacobi wurde 1149 geweiht. Zuerst erwähnt wurde Bornhöved von Helmold von Bosau gegen Ende des 12. Jahrhunderts. „Born“ bedeutet „Quelle“ und „Höved“ „Haupt“, so steht Bornhöved für „Quellenhaupt“.
Von 1299 bis 1426 hatte der Ort lübische Stadtrechte und somit auch einen Bürgermeister und Ratsherren. Außerdem wohnte der Landesälteste von Holstein-Rendsburg im Ort, so dass die Städteversammlung für ganz Holstein bis zum Beginn der Landtage in Kiel im Jahr 1480 in Bornhöved stattfand.

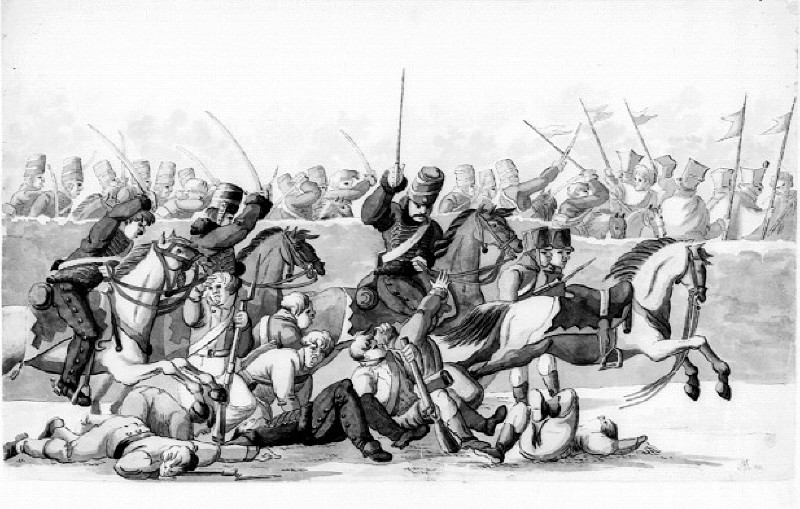
Schlacht bei Bornhöved 1227

Aufgrund seiner zentralen Lage war der Raum Bornhöved zweimal Ort wichtiger Schlachten: Bei der Schlacht von 798 trafen die mit Karl dem Großen verbündeten slawischen Abodriten unter ihrem Heerführer Drasco auf die Sachsen; bei der Schlacht von 1227 siegte Graf Adolf IV. von Schauenburg und Holstein mit einer Koalition norddeutscher Fürsten und Städte über das dänische Heer unter Waldemar II. Mit dieser blutigen Niederlage, einer der letzten großen Ritterschlachten des Mittelalters, endete der Versuch der dänischen Krone, Norddeutschland zu dominieren.
In Bornhöved fanden häufig Ständeversammlungen der Ritterschaft von Holstein bzw. später auch von Schleswig-Holstein statt. Am 7. Dezember 1813 schließlich fand hier ein Gefecht zwischen dänischen und schwedisch-russisch-preußischen Truppen der Nordarmee statt.
Von 1867 bis 1871 war Bornhöved Sitz des Amtsgerichts Bornhöved.
Von 1911 bis 1961 war Bornhöved wichtigster Zwischenbahnhof an der Kleinbahn Kiel–Segeberg. Hier befand sich auch das Bahnbetriebswerk mit großer Werkstatt. Die Gleise der Strecke wurden bereits 1962 entfernt.

## Politik

### Gemeindevertretung
Bei der Kommunalwahl am 14. Mai 2023 wurden insgesamt 19 Sitze vergeben. Von diesen erhielt die Wählergemeinschaft Bornhöved zehn Sitze, die CDU sechs Sitze und die SPD drei Sitze.

### Wappen
Blasonierung: „In Blau ein freischwebendes holsteinisches Wappenschild (in Rot ein silbernes Nesselblatt), auf dessen oberem Rand ein schwarzes flaches Gefäß (Quelleneinfassung) steht, aus dem nach rechts und links je drei lange Wellenlinien sich an beiden Seiten des Nesselblatts herunterziehen. Über der Quelle ein schwebendes goldgelocktes Menschenhaupt.“
Das 1948 verliehene Wappen wurde im Stile eines Stadtsiegels aus dem 15. Jahrhundert gestaltet.

## Wirtschaft und Infrastruktur
Im Gemeindegebiet, das vorwiegend durch die Wohnnutzung geprägt ist, gibt es mehrere Handels-, Gewerbe- und Dienstleistungsbetriebe.

### Bildung
Mit der im Landtag beschlossenen Schulreform veränderten sich auch die beiden im Ort ansässigen regionalen Schulen, vorerst nur baulich. Ein großer Neubau entstand auf dem ehemaligen Schulhof der Realschule. Dieser soll die benachbarten beiden Bornhöveder Schulen (Grund- und Hauptschule und Realschule) miteinander vorerst baulich, später zu einer gemeinsamen Gemeinschaftsschule verbinden. Bislang bieten die beiden Schulen ihren Schülern eine offene freiwillige Ganztagsschule. Der Schulverband Sventana Bornhöved stellte zuletzt einen Antrag auf eine Gymnasiale Oberstufe der Gemeinschaftsschule in Bornhöved an das Bildungsministerium in Kiel. Dieser wurde jedoch negativ beschieden.
Im Schuljahr 2018/2019 wurden an der Grund- und Gemeinschaftsschule Bornhöved (Sventana-Schule) 498 Schüler in 24 Klassen unterrichtet.

### Verkehr
Im Norden des Gemeindegebiets kreuzen sich die Bundesautobahn 21 und die Bundesstraße 430.

## Kultur und Sehenswürdigkeiten
In der Liste der Kulturdenkmale in Bornhöved stehen die in der Denkmalliste des Landes Schleswig-Holstein eingetragenen Kulturdenkmale.

## Söhne und Töchter der Gemeinde
- Ludwig Ross (1806–1859), Archäologe
- Otto Berg (1861–1944), evangelischer Kirchenmaler
- Adolf Aug. Piening (1867–1962), Hauptlehrer und Organist, Chronist und Ehrenbürger der Gemeinde Bornhöved
- Claus Möller (* 1942), Politiker
- Gabriele Wachholtz (* 1949), Verlegerin und Unternehmerin